# Maripa panamensis
Maripa panamensis är en vindeväxtart som beskrevs av William Botting Hemsley. Maripa panamensis ingår i släktet Maripa och familjen vindeväxter. Inga underarter finns listade i Catalogue of Life.